# ホリ (ゲーム周辺機器メーカー)
株式会社ホリ（英: HORI CO., LTD.）は、神奈川県横浜市にあるテレビゲーム用周辺機器を製造、販売する日本の企業である。旧社名は「ホリ電機」で、2000年1月1日に現社名へと改称した。

## 概要
「HORI」のブランドロゴを使用し、「HORI」の表記も広く用いられている。主にコンシューマーゲーム用ゲームコントローラ等の周辺機器を製造・販売している。ソニー・インタラクティブエンタテインメントや任天堂などのプラットフォームホルダーからライセンス（許諾）を受けている製品も多く、ライセンス製品にはゲーム機の正式名称が記載されている。

## 主な製品
ホリパッドシリーズ
Nintendo Switch・Nintendo Switch 2・PlayStation 4・PCに対応するパッド。有線・ワイヤレス・ミニ・FPS仕様など様々なモデルが存在する。一部のモデルを除き連射機能を搭載。
クラシックコントローラーシリーズ
Nintendo Switch・PCに対応するパッド。パッドの形状やボタン・スティックの配置はゲームキューブのコントローラーと同じである。有線・ワイヤレスの2種類で連射機能を搭載している。
「ファイティングスティック」シリーズスーパーファミコン版『ストリートファイターII』発売当時から製造が始まり、Nintendo Switch・PlayStation 3以降の各種・PC用に対応したモデルが出ているジョイスティック（Switchは小型モデルのみ）。
よりアーケードゲームに近い操作感を求めていく開発コンセプトが後述の「リアルアーケード」シリーズへと反映されていく事になる。
独自の機能を最低限だけにし、小型化とコストダウンが実現した「ファイティグスティック mini」も存在する。
「ファイティングコマンダー」シリーズジョイスティックを使う機会が少ないライトユーザーが格闘ゲームを遊びやすくするために、主要なボタンを前面に配置した連射付きパッド（一部連射機能のない商品もある）。
あまりゲームセンターに行く事がないユーザーが使用する事を想定して、様々な家庭用ゲーム機に向けて開発・販売が行われた。
フライトスティック for PlayStation4
エースコンバット7 スカイズ・アンノウン用に発売された。ライトバー、スピーカー、モーションセンサー機能は非搭載。
リアルアーケードPro シリーズ通称RAP。主にPlayStationシリーズに発売されているジョイスティック型コントローラ。アーケード筐体に使われている部品（以下、業務用部品）を使用している。ただし、通常モデルはレバーのみが業務用部品の三和電子製JLF-TP-8Y-SKだが、ボタンも業務用部品を使用した特別モデルが存在する。通常モデルもボタンの寸法は業務用と同等のため、ユーザー側で容易に部品を入れ替えることができる。特別モデルにはレバーおよびボタンがセイミツ工業製の「リアルアーケードPro SE」や三和電子製のリアルアーケードPro SA、リアルアーケードPro2 SAがある。
後年のモデルではレバー、ボタンともにホリが独自に開発した「HAYABUSA」レバー及びボタンを搭載した製品も販売された。こちらも業務用部品への換装も可能である。
PlayStation 2、PlayStation 3、Xbox 360、PlayStation 4、Xbox Oneといった新世代のゲーム機用のものや、リアルアーケードProの名を冠さないものの様々なシューティングゲームや格闘ゲームとのコラボレーションモデルも存在する。
レーシングホイールエーペック
ステアリングコントローラー。
Flex Controller
Nintendo SwitchとPCに対応するコントローラー。筋ジストロフィーなどによる肢体不自由者向けに開発された拡張型コントローラーであり、上下左右の入力がボタン式になっているほか、最大18個の外部スイッチとUSB接続のアナログジョイスティックを接続できる。
ピタ貼り
画面保護シート。ニンテンドーDSi LL・3DS・3DS LL・New 3DS・New 3DS LL・2DS・New 2DS LL・Wii U・Nintendo Switch・Nintendo Switch Lite・Nintendo Switch 2用は任天堂の公式ライセンス商品、PSP・PS Vita用はSCEの公式ライセンス商品。iPhone・iPad用もある。

### 過去の製品
ホリコマンダー
ファミリーコンピュータに対応する連射機能付き外付けパッド。ABボタンは丸型。連射機能は三段階に調節可能で6、12、24連射の三段階の連射が可能である。
ホリ ハンドルコントローラー（FC用）
ハンドルコントローラー
ホリコマンダーブラック（FC用）
4、6、24発の三段階の連射が可能である。
NEWホリコマンダー（FC用）
NEWファミコン用。機能はホリコマンダーと同様。
ホリコマンダーα（FC用）
プッシュトーン機能も搭載。
ツインアダプタ（FC用）
外部コントローラーを2台まで接続できるアダプタ。ファミコン本体のコントローラーと併用することで4人同時で遊べるようになる。
ホリカード（FC用）
片手用コントローラー。
ホリマルチボックス（FC用）
ウイングコマンダー
ファミコンリール（FC用）
不要なケーブルを巻き取り綺麗に収納する。
JOY STICK－7（FC用）
JOY STICK－7 MAER2（FC用）
ホリトラックボール（FC用）
S.D.ステーション（FC用）
専用サウンドデータユニット。擬似ステレオサウンド機能あり。
ゲームリピーター（FC用）
コントローラーの操作を最大1時間記憶することができ、記憶した映像再生途中から自力操作も可能。外部接続コントローラー専用。記憶した映像は基本的に最初から放送される。
あくまでプレーヤー操作のみの記憶ため、敵の出現パターン、攻撃パターンまでは記憶されない。
4PLAYERS ADAPTOR（FC用）
外部コントローラーを4台まで接続できるアダプタ。
RF スイッチブースター（FC用）
RFスイッチ。ブースター内蔵。
レーザーコマンダー（FC用）
大きな方向キーと、接点によるスイッチではない、LEDとフォトトランジスタによるボタン部分が特徴。ボタンを押下するのではなく、LEDの上に指をかざす形でボタン入力を行う。公称秒間40連射をうたっていたが、ソフトウェアの入力検出タイミングの問題から、実ソフトウェアによる計測ではそれを下回る。背面には、純正パッドの内部コネクタ互換の入力端子があり、それを経由して、連射機能のみを使うことも可能だった。
ミニコマンダー（FC用）
SGBコマンダー（スーパーゲームボーイ用）
わいわいトランプコントローラー
自社タイトルのPlayStationソフト『わいわいトランプ大戦』専用のコントローラーで、手札を隠しながらトランプをプレイするためのコントローラー。
わいわい雀荘コントローラー
自社タイトルのPlayStationソフト『わいわい雀荘』専用のコントローラーで、手牌を隠しながら麻雀をプレイするためのコントローラー。
SGコマンダー（SG-1000, SC-3000, SG-1000 II, オセロマルチビジョン, セガ・マークIII, セガ・マスターシステム用）
リアルアーケードVFセガサターン用のジョイスティック型コントローラ。リアルアーケードと同様、業務用部品を使用している。「VF」とは『バーチャファイター』のことであり、ボタンが3つしかないなど、ほぼ専用設計である。
フライトスティックPlayStation 2用ソフト『エースコンバット04 シャッタードスカイ』と同時発売。以後、PS2フライトシューティングゲーム用コントローラーのデファクトスタンダードとなる。
フライトスティック2PlayStation 2用ソフト『エアフォースデルタ ブルーウィングナイツ』と同時発売。操縦桿とスロットルが分離したセパレートタイプで人気を博した。Saitec社X-36の流用品と言われているが、元々X-36の基本設計はHORIが担当しており、Saitek社へ技術供与していた物である。PCでは簡単には使えない様に細工してあったが、ユーザーがデバイスドライバ（https://www.youtube.com/watch?v=OMg44JA4CBw）を作成して非公式に使用できるようになっている。『エースコンバット5 ジ・アンサング・ウォー』ならびに『エースコンバット・ゼロ ザ・ベルカン・ウォー』発売に合わせそれぞれ色違いのものが、またオプションとしてHORI STORE限定販売のラダーペダルも後に発売された。
フライトスティックEXXbox 360用『エースコンバット6 解放への戦火』向けに発売。基本構造はフライトスティック2とほぼ同じであるが、Xboxガイドボタンが付いていることが外見上の違いとなっている。PlayStation 2では使用できない。また、フライトスティック2用ラダーペダルの流用もできない。Windows XP サービスパック3以降ではOS標準のドライバで動かすことが可能であるが、標準ドライバの機能に不満を持つユーザが作成した非公式ドライバも存在する。
リアルアーケードPro VLXタイトーのアーケード筐体「VEWLIX」を外観上のモデルにしたもの。
Ezplusコントローラ詳細は当該項目を参照。au携帯電話用ゲームアプリ用のコントローラ。
ペリボーグPeripheral（周辺機器）+Cyborg（サイボーグ）の造語。「あなた自身の機能を拡張する」というコンセプトで、ゲーム機ではなくゲームプレイヤー側に取り付ける周辺機器のブランド名。5種類のコンセプトモデルが発表されており、2007年10月の時点でその中から以下の2種類が販売されていた。
オレコマンダー
振動する部品を指に取り付け、あらゆるコントローラを連射付きと同様に操作することができる。
ショクシ
ゲーム中に手を汚さずお菓子などをつまんで食べるため指に取り付けるトング。
ツインスティックEXXbox Live Arcade用『電脳戦機バーチャロン オラトリオ・タングラム』専用コントローラ。HORI STORE限定での完全受注販売。本来は発売する予定はなかったが、ゲーム配信後にプレイヤーからの要望に応える形で発売が検討されたため、予定日がゲーム配信から約7ヶ月後となった。このため購入希望者の数が予想できず、プレオーダーによって一定数の受注が見込まれてから発売が正式決定した。『電脳戦機バーチャロン フォース』の発売決定に伴い、天板デザインを変更して再版することが決定した。

## ホリストア限定生産製品
初音ミク -Project DIVA-ドリーミーシアター 2nd専用コントローラ
- 2011年夏発売:29,939円（税込/完全受注生産）
- 2011年夏にPlayStation 3で配信の同名ソフトの専用コントローラー。

アーケード版「初音ミク　-Project DIVA- Arcade」の筐体サイズを忠実に再現している。
※2011年3月25日にプレオーダーがスタート。4月11日までに注文数が一定以上に達したため発売決定となった。
BORDER BREAK専用コントローラー for PlayStation4
- 2018年8月1日発売:18,673円（税込/完全受注生産）
- 2018年8月2日にPlayStation 4で配信の同名ソフトの専用コントローラー。

アーケード版「ボーダーブレイク」の左グリップコントローラーを忠実に再現している。
※2018年4月18日にプレオーダーがスタート。4月23日に注文数が一定以上に達したため発売決定となった。

## ホリソフト
1990年代初頭に存在したゲームソフト開発子会社。
- ランセイバー（英語版）（1993年発売、SNES（海外版スーパーファミコン）版、アトラス）

ホリ電機第一弾ソフトとして開発・販売された、オリジナル横スクロールアクションゲーム。
当初は自社ブランドのスーパーファミコン用ソフトとして開発し、ファミ通に1ページ広告を出稿したり、HORI製の周辺機器製品にチラシを封入するなどの販促も行ったが、
スーパーファミコンの市場環境などの理由から国内では発売中止となり、最終的にSNES用ソフトとして北米及び欧州市場にてアトラスからリリースされた。
BGMをゲームミュージックコンポーザーの橋本彦士が手掛けている。
- スーパーゲームボーイ（1994年発売、任天堂）

任天堂と共同開発した、スーパーファミコン上でゲームボーイ用ソフトを遊ぶ為の互換機・周辺機器。
LSI回路設計などのハードウェア開発はホリ電機本体が担当し、ソフトウェア側のシステムプログラム開発をホリソフトが担当した。
スーパーゲームボーイ上でコマンド入力する事で起動できるスタッフクレジットで確認する事ができる。
※起動コマンド…ゲーム中に「RRR LLL RRRRRRR」を入力する。